# Síndrome de Brown-Séquard
A síndrome de Brown-Séquard é um conjunto de sintomas que surgem a partir de uma hemissecção (secção do lado direito ou esquerdo) da medula espinhal (hemissecção medular).
Já que a medula espinhal é composta tanto por neurônios motores descendentes quanto por neurônios sensitivos ascendentes, que parcialmente cruzam para o outro lado da medula, uma simples lesão medular hemilateral resulta em um quadro clínico com ambos os lados do corpo afetado:
- No lado lesado há perda da função motora,  da propriocepção (percepção da posição dos membros e articulações) e da sensibilidade epicrítica (percepção de vibração e toque fino).
- No lado oposto há perda da sensibilidade protopática (percepção grosseira de dor, temperatura e pressão).

A síndrome ocorre na maioria das vezes com uma ruptura ou lesão da medula espinhal, ocorrendo também, com menor frequência, com tumores no canal vertebral.

## Patologia
Para a compreensão dos sintomas presentes na síndrome, é necessária a compreensão da anatomia e função dos tratos nervosos que passam através da medula espinhal.

### Bases anatômicas

Tratos ascendentes (em azul) e descendentes (em vermelho) da substância branca

#### Tratos ascendentes
Os tratos ascendentes realizam as funções de sensibilidade protopática, sensibilidade epicrítica e sensibilidade proprioceptiva.
Nervos aferentes para a sensibilidade protopática (percepção grosseira de pressão, temperatura e dor) penetram na medula espinhal através das raízes nervosas dorsais e cruzam, ainda no mesmo seguimento, para o outro lado (contralateral). A partir de então eles formam o trato espinotalâmico (composto pelo trato espinotalâmico lateral (5a) e pelo trato espinotalâmico anterior (5b)), que vai até o tálamo e depois liga-se com o córtex somatosensorial do cérebro.
Nervos aferentes para a sensibilidade epicrítica (percepção fina de toque e vibração) e para a sensibilidade proprioceptiva consciente (percepção da posição dos membros e articulações) sobem posteriormente pelo sistema coluna dorsal-lemnisco medial no funículo posterior (composto pelo fascículo grácil (3a) e fascículo cuneiforme (3b)) no mesmo lado (ipsilateral) da medula espinhal até o cérebro, cruzando para o outro lado somente no bulbo raquidiano.
Nervos aferentes para a sensibilidade proprioceptiva inconsciente fazem parte do trato espinocerebelar (composto pelo trato espinocerebelar anterior e trato espinocerebelar posterior). Ambos os tratos anterior e posterior, por fim, transmitem a informação para o cerebelo ipsilateralmente. O trato espinocerebelar anterior realiza um cruzamento duplo, enquanto o trato espinocerebelar posterior não cruza.

#### Tratos descendentes
Os tratos nervosos descendentes realizam as funções de motricidade (movimento fino e grosseiro) e do sistema nervoso autônomo.
Entre 70 e 90% das fibras nervosas das vias piramidais (responsáveis pela motricidade fina) se cruzam antes da medula espinhal no bulbo raquidiano e descem pelo funículo lateral como trato corticoespinhal lateral (1a). As fibras nervosas restantes descem ipsilateralmente pelo funículo anterior como trato corticoespinhal anterior (1b) e não se cruzam ou se cruzam somente na porção terminal.
Também descem ipsilateralmente as vias extrapiramidais (2a-d), responsáveis pelo movimento grosseiro, e as vias do sistema nervoso autônomo.

### Consequências de uma hemilesão

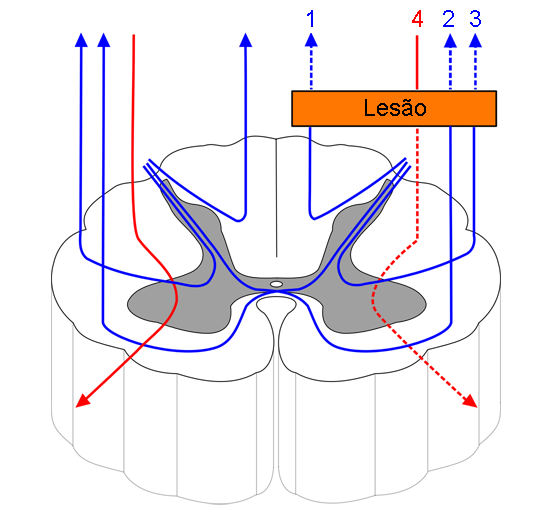
Síndrome de Brown-Séquard em uma hemilesão esquerda (visão frontal):
Tratos nervosos sensitivos (em azul):
1)Fascículos grácil e cuneiforme do sistema coluna dorsal-lemnisco medial
2)Trato espinotalâmico (cruza a medula espinhal)
3)Trato espinocerebelar posterior
Trato motor (em vermelho):
4)Trato corticoespinhal
A linha tracejada representa o impulso nervoso que não é transmitido.

Uma hemissecção da medula espinhal causa danos em muitos tratos nervosos, tanto em tratos que a cruzam quanto em tratos que não a cruzam, tendo como consequência a ocorrência de déficits neurológicos em ambos os lados. A síndrome de Brown-Séquard é caracterizada então por uma lesão em cada um dos três sistemas neurais principais: no trato corticoespinhal, no fascículo grácil e fascículo cuneiforme do sistema coluna dorsal-lemnisco medial, no trato espinotalâmico e no trato espinocerebelar. Os feixes do sistema nervoso autônomo também podem ser lesados.

#### Sintomas contralaterais
Os sintomas contralaterais são causados por lesões nos tratos que cruzam a medula espinhal. Os tratos que cruzam a medula espinhal são o trato espinotalâmico e o trato espinocerebelar anterior. Como o trato espinocerebelar anterior realiza um cruzamento duplo, primeiro na medula espinhal e depois na ponte, os sintomas contralaterais são consequência exclusiva da lesão do trato espinotalâmico.
A lesão do trato espinotalâmico causa a perda da sensibilidade protopática do lado oposto do corpo: as sensações grosseiras de dor, temperatura e pressão são prejudicadas.

#### Sintomas ipsilaterais
Os sintomas ipsilaterais são causados por lesões nos tratos que não cruzam a medula espinhal (funículo posterior, trato espinocerebelar posterior, trato corticoespinhal e feixes simpáticos) ou que realizam um cruzamento duplo (como o trato espinocerebelar anterior, que cruza na medula espinhal e depois cruza novamente no mesencéfalo).
A partir do ponto da lesão para baixo, há um dano massivo ipsilateral na propriocepção (sensibilidade profunda) e na sensibilidade epicrítica (sensibilidade de vibração e toque fino).
Além disso há a presença de uma pequena zona anestésica ipsilateral à lesão e um pouco acima dela, que é causada pela destruição da região de entrada das raízes nervosas posteriores na altura da lesão. No lado afetado pode ocorrer uma hiperestesia, na qual um leve toque pode ser sentido como doloroso (hiperalgesia).
Devido à lesão dos tratos motores (tratos piramidais e tratos extrapiramidais) ocorre inferiormente e ipsilateralmente ao local da lesão uma paralisia espástica. No segmento afetado a paresia é, no entanto, flácida, já que nesta região os próprios neurônios motores inferiores e as raízes nervosas do mesmo segmento estão envolvidos na lesão.
Além disso ocorre, devido a uma lesão dos feixes simpáticos, que descem através do funículo lateral, uma dilatação dos vasos sanguíneos. Inicialmente a pele se torna vermelha e aquecida, depois ela se esfria e sofre cianose (fica azulada). A lesão dos feixeis simpáticos também faz com que a produção de suor na área seja diminuída ou extinta (anidrose). Como os tratos do sistema nervoso autônomo (sistema nervoso simpático e parassimpático) descem em ambos os lados, normalmente uma síndrome de Brown-Séquard isolada não causa danos à bexiga urinária, reto ou potência sexual.
Uma lesão ao nível da junção cervicotorácica (C7/T1) ocasiona adicionalmente uma síndrome de Horner ipsilateral.
|              | Sintomas contralaterais | Sintomas ipsilaterais | Sintomas ipsilaterais | Sintomas ipsilaterais                                       | Sintomas ipsilaterais                                                                                         |
| Trato lesado | Trato espinotalâmico (ascendente)                                                                                                  | Fascículos grácil e cuneiforme do sistema coluna dorsal-lemnisco medial (ascendentes)                                     | Trato espinocerebelar (ascendente)                                                                                        | Trato corticoespinhal (descendente)                         | Feixe simpático (descendente)                                                                                 |
| Sintomas     | - Perda da sensibilidade protopática (dor, temperatura e pressão grosseira) começando um a dois segmentos abaixo do nível da lesão | - Perda da sensibilidade epicrítica (vibração e toque fino) - Perda da propriocepção (posição dos membros e articulações) | - Perda da sensibilidade epicrítica (vibração e toque fino) - Perda da propriocepção (posição dos membros e articulações) | - Paralisia espástica com aparecimento do sinal de Babinski | - Perda do componente simpático (vasodilatação inicial que evolui para hiperemia e cianose da pele; anidrose) |

## Causas
A síndrome ocorre na maioria das vezes com uma ruptura ou lesão penetrante da medula espinhal, ocorrendo também, com menor frequência, com tumores no canal vertebral e lesões vasculares como por exemplo oclusão arterial

## Diagnóstico

Sintomas da síndrome:
Lado da lesão
1 = Perda total de todas sensações: paralisia flácida
2 = Paralisia espástica com perda das sensações vibratórias, discriminação tátil e propriocepção
3 = Perda da sensibilidade de dor, temperatura e pressão grosseira

O diagnóstico da síndrome de Brown-Sequard é clínico, baseado apenas na história médica e exame físico do paciente. O paciente se apresenta inicialmente com sintomas aparentemente difusos:
No lado lesado há perda da função motora, da propriocepção (percepção da posição dos membros e articulações) e da sensibilidade epicrítica (percepção de vibração e toque fino).
No lado oposto há perda da sensibilidade protopática (percepção grosseira de dor, temperatura e pressão).
- A metade corporal do lado da lesão está paralisada e sem percepção de vibração e toque fino do ponto da lesão para baixo.
- O lado corporal oposto à lesão não sente dor, mudanças de temperatura e pressão.

O diagnóstico se dá através de um exame neurológico com o teste das funções motoras, de sensibilidade térmica e de propriocepção.
Os principais exames de imagem para comprovação da extensão e causas da lesão são a radiografia, a tomografia computadorizada e a ressonância magnética.

## Epidemiologia
Uma síndrome de Brown-Séquard isolada é muito rara. Frequentemente ocorrem outras formas de lesões simultâneas, que, ao invés da hemiparesia esperada, apresentam-se como uma paraparesia.

## Tratamento
Embora a cirurgia da coluna vertebral proporcione quase nenhuma melhora nos déficits neurológicos, ela facilita a remobilização do paciente e os cuidados em geral. Ela torna os resultados a longo prazo e a capacidade do paciente em usar uma cadeira de rodas melhores.
Após o tratamento médico, o paciente pode se beneficiar de um tratamento com fisioterapeuta.

## História
A síndrome foi descrita pela primeira vez em 1850 pelo famoso neurologista britânico / mauriciano Charles-Édouard Brown-Séquard (1817-1896), que estudou a anatomia e fisiologia da medula espinhal. Brown-Séquard foi uma figura bastante controversa e excêntrica, e também é conhecido por um relato pessoal próprio de  "proezas sexuais rejuvenescidas após a ingestão de extratos de testículos de macacos". Acredita-se atualmente que a resposta tenha sido devido a um efeito placebo, mas aparentemente isso foi "suficiente para iniciar o campo da endocrinologia e colocá-lo em prática."
É interessante notar que muitas nações reivindicam a nacionalidade de Brown-Séquard, ele foi filho de um capitão maritmo americano e de uma mulher francesa. Ele nasceu nas ilhas Maurício. Ele estudou nos Estados Unidos e na França e trabalhou diversos anos no Reino Unido, Estados Unidos e França. Ele descreveu essa lesão após observar o acontecimento de trauma na medula espinhal em fazendeiros enquanto cortavam cana de açúcar nas ilhas Maurício.
O médico francês Paul Loye tentou confirmar as observações de Brown-Séquard no sistema nervoso central por experiências com decapitação de cães e outros animais e registrando a extensão do movimento de cada animal após a decapitação.